# .онлайн
.онлайн (punycode: .xn--80asehdb; cyrilicí zapsané slovo „onlajn“) je doména nejvyššího řádu podporující ruštinu, ukrajinštinu, běloruštinu a bulharštinu. K srpnu 2024 bylo na doméně .онлайн v závislosti na službě Ntldstats.com zaregistrováno 2 370 doménových jmen.

## Registrace
Od 2. dubna 2014 byla povolena na doméně .онлайн pro všechny žadatele. 